# Cleretum
Cleretum is een geslacht uit de ijskruidfamilie (Aizoaceae). De soorten uit het geslacht komen voor in Zuid-Afrika.

## Soorten
- Cleretum apetalum (L.f.) N.E.Br.
- Cleretum bellidiforme (Burm.f.) G.D.Rowley
- Cleretum booysenii (L.Bolus) Klak
- Cleretum bruynsii Klak
- Cleretum clavatum (Haw.) Klak
- Cleretum herrei (Schwantes) Ihlenf. & Struck
- Cleretum hestermalense (Ihlenf. & Struck) Klak
- Cleretum lyratifolium Ihlenf. & Struck
- Cleretum maughanii (N.E.Br.) Klak
- Cleretum papulosum (L.f.) N.E.Br.
- Cleretum patersonjonesii Klak
- Cleretum pinnatifidum (L.f.) N.E.Br.
- Cleretum rourkei (L.Bolus) Klak

... · 
Antimima · 
Argyroderma · 
Carpobrotus · 
Disphyma · 
Dorotheanthus · 
Gibbaeum · 
Lapidaria · 
Lithops · 
Mesembryanthemum · 
Sceletium · 
Tetragonia · 
...